# Arctic Race da Noruega de 2019
A 7.ª edição da Arctic Race da Noruega foi uma corrida de ciclismo de estrada por etapas que se celebrou entre 15 e 18 de agosto de 2019 na Noruega, com início na povoação de Å pertencente ao município de Moskenes, nas ilhas Lofoten e final na cidade de Narvik sobre um percurso de 687 quilómetros.
A prova pertenceu ao UCI Europe Tour de 2019 dentro da categoria 2.hc (máxima categoria destes circuitos). O vencedor final foi o cazaque Alexey Lutsenko da Astana seguido do francês Warren Barguil da Arkéa Samsic e o letão Krists Neilands da Israel Cycling Academy.

## Equipas participantes
Tomaram parte na carreira 20 equipas: 4 de categoria UCI WorldTeam; 13 de categoria Profissional Continental; e 3 de categoria Continental. Formando assim um pelotão de 119 ciclistas dos que acabaram 109. As equipas participantes foram:
| Equipes WorldTeam (4)- Astana - Dimension Data - Katusha-Alpecin - Team Jumbo-Visma Equipes profissionais Continentais (13)- Cofidis, Solutions Crédits - Arkéa-Samsic - Total Direct Énergie - Wanty-Groupe Gobert - Riwal Readynez - Euskadi Basque Country-Murias - Israel Cycling Academy - Vital Concept-B&B Hotels - Rally UHC Cycling - Sport Vlaanderen-Baloise - Delko-Marseille Provence - Wallonie Bruxelles - Corendon-Circus Equipes Continentais (3)- Joker Fuel of Norway - Coop - Uno-X Norwegian Development |
| |

## Percorrido
A Arctic Race da Noruega dispôs de quatro etapas para um percurso total de 687 quilómetros.
| Etapa | Data    | Percurso              | type            | Distância (km) | Vencedor             | Líder geral          |
| ----- | ------- | --------------------- | --------------- | -------------- | -------------------- | -------------------- |
| 1     | 15 ago. | Å – Leknes            | etapa escarpada | 182            | Mathieu van der Poel | Mathieu van der Poel |
| 2     | 16 ago. | Henningsvær – Svolvær | etapa plana     | 168,5          | Bryan Coquard        | Mathieu van der Poel |
| 3     | 17 ago. | Sortland              | média montanha  | 176,5          | Odd Christian Eiking | Warren Barguil       |
| 4     | 18 ago. | Lødingen – Narvik     | etapa plana     | 166,5          | Markus Hoelgaard     | Alexey Lutsenko      |

### 1.ª etapa
| Å - Leknes | etapa escarpada | (182 km) |

| \| Classificação por etapas \| Classificação por etapas \| Classificação por etapas \| Classificação por etapas \| Classificação por etapas \| \| Ciclista \| Ciclista \| Equipe \| Tempo \| \| \| ------------------------ \| ------------------------ \| ------------------------ \| ------------------------ \| ------------------------ \| \| 1. \| Mathieu van der Poel \| Corendon-Circus \| 3h45m14s \| \| \| 2. \| Danny van Poppel \| Team Jumbo-Visma \| + 0s \| \| \| 3. \| Andrea Pasqualon \| Wanty-Gobert \| + 0s \| \| \| 4. \| Benjamin Declercq \| Sport Vlaanderen-Baloise \| + 0s \| \| \| 5. \| Krists Neilands \| Israel Cycling Academy \| + 0s \| \| |                      |                          |          |
| |                      |                          |          |
| Fonte: ProCyclingStats |                      |                          |          |
| Classificação por etapas |                      |                          |          |
| Ciclista | Ciclista             | Equipe                   | Tempo    |
| 1. | Mathieu van der Poel | Corendon-Circus          | 3h45m14s |
| 2. | Danny van Poppel     | Team Jumbo-Visma         | + 0s     |
| 3. | Andrea Pasqualon     | Wanty-Gobert             | + 0s     |
| 4. | Benjamin Declercq    | Sport Vlaanderen-Baloise | + 0s     |
| 5. | Krists Neilands      | Israel Cycling Academy   | + 0s     |

| \| Classificação geral \| Classificação geral \| Classificação geral \| Classificação geral \| Classificação geral \| \| Ciclista \| Ciclista \| Equipe \| Tempo \| \| \| ------------------- \| -------------------- \| --------------------------- \| ------------------- \| ------------------- \| \| 1. \| Mathieu van der Poel \| Corendon-Circus \| 3h45m04s \| \| \| 2. \| Alexey Lutsenko \| Astana \| + 3s \| \| \| 3. \| Danny van Poppel \| Team Jumbo-Visma \| + 4s \| \| \| 4. \| Andrea Pasqualon \| Wanty-Gobert \| + 5s \| \| \| 5. \| Markus Hoelgaard \| Uno-X Norwegian Development \| + 6s \| \| |                      |                             |          |
| |                      |                             |          |
| Fonte: ProCyclingStats |                      |                             |          |
| Classificação geral |                      |                             |          |
| Ciclista | Ciclista             | Equipe                      | Tempo    |
| 1. | Mathieu van der Poel | Corendon-Circus             | 3h45m04s |
| 2. | Alexey Lutsenko      | Astana                      | + 3s     |
| 3. | Danny van Poppel     | Team Jumbo-Visma            | + 4s     |
| 4. | Andrea Pasqualon     | Wanty-Gobert                | + 5s     |
| 5. | Markus Hoelgaard     | Uno-X Norwegian Development | + 6s     |

### 2.ª etapa
| Henningsvær - Svolvær | etapa plana | (168,5 km) |

| \| Classificação por etapas \| Classificação por etapas \| Classificação por etapas \| Classificação por etapas \| Classificação por etapas \| \| Ciclista \| Ciclista \| Equipe \| Tempo \| \| \| ------------------------ \| ------------------------ \| -------------------------- \| ------------------------ \| ------------------------ \| \| 1. \| Bryan Coquard \| Vital Concept-B&B Hotels \| 3h15m41s \| \| \| 2. \| Mathieu van der Poel \| Corendon-Circus \| + 0s \| \| \| 3. \| Christophe Laporte \| Cofidis, Solutions Crédits \| + 0s \| \| \| 4. \| August Jensen \| Israel Cycling Academy \| + 0s \| \| \| 5. \| Louis Bendixen \| Team Coop \| + 0s \| \| |                      |                            |          |
| |                      |                            |          |
| Fonte: ProCyclingStats |                      |                            |          |
| Classificação por etapas |                      |                            |          |
| Ciclista | Ciclista             | Equipe                     | Tempo    |
| 1. | Bryan Coquard        | Vital Concept-B&B Hotels   | 3h15m41s |
| 2. | Mathieu van der Poel | Corendon-Circus            | + 0s     |
| 3. | Christophe Laporte   | Cofidis, Solutions Crédits | + 0s     |
| 4. | August Jensen        | Israel Cycling Academy     | + 0s     |
| 5. | Louis Bendixen       | Team Coop                  | + 0s     |

| \| Classificação geral \| Classificação geral \| Classificação geral \| Classificação geral \| Classificação geral \| \| Ciclista \| Ciclista \| Equipe \| Tempo \| \| \| ------------------- \| -------------------- \| --------------------------- \| ------------------- \| ------------------- \| \| 1. \| Mathieu van der Poel \| Corendon-Circus \| 7h16m09s \| \| \| 2. \| Alexey Lutsenko \| Astana \| + 9s \| \| \| 3. \| Markus Hoelgaard \| Uno-X Norwegian Development \| + 9s \| \| \| 4. \| Andrea Pasqualon \| Wanty-Gobert \| + 11s \| \| \| 5. \| Christophe Laporte \| Cofidis, Solutions Crédits \| + 12s \| \| |                      |                             |          |
| |                      |                             |          |
| Fonte: ProCyclingStats |                      |                             |          |
| Classificação geral |                      |                             |          |
| Ciclista | Ciclista             | Equipe                      | Tempo    |
| 1. | Mathieu van der Poel | Corendon-Circus             | 7h16m09s |
| 2. | Alexey Lutsenko      | Astana                      | + 9s     |
| 3. | Markus Hoelgaard     | Uno-X Norwegian Development | + 9s     |
| 4. | Andrea Pasqualon     | Wanty-Gobert                | + 11s    |
| 5. | Christophe Laporte   | Cofidis, Solutions Crédits  | + 12s    |

### 3.ª etapa
| Sortland - | média montanha | (176,5 km) |

| \| Classificação por etapas \| Classificação por etapas \| Classificação por etapas \| Classificação por etapas \| Classificação por etapas \| \| Ciclista \| Ciclista \| Equipe \| Tempo \| \| \| ------------------------ \| ------------------------ \| ------------------------ \| ------------------------ \| ------------------------ \| \| 1. \| Odd Christian Eiking \| Wanty-Gobert \| 4h07m32s \| \| \| 2. \| Warren Barguil \| Arkéa-Samsic \| + 5s \| \| \| 3. \| Alexey Lutsenko \| Astana \| + 13s \| \| \| 4. \| Lilian Calmejane \| Total Direct Énergie \| + 17s \| \| \| 5. \| Krists Neilands \| Israel Cycling Academy \| + 17s \| \| |                      |                        |          |
| |                      |                        |          |
| Fonte: ProCyclingStats |                      |                        |          |
| Classificação por etapas |                      |                        |          |
| Ciclista | Ciclista             | Equipe                 | Tempo    |
| 1. | Odd Christian Eiking | Wanty-Gobert           | 4h07m32s |
| 2. | Warren Barguil       | Arkéa-Samsic           | + 5s     |
| 3. | Alexey Lutsenko      | Astana                 | + 13s    |
| 4. | Lilian Calmejane     | Total Direct Énergie   | + 17s    |
| 5. | Krists Neilands      | Israel Cycling Academy | + 17s    |

| \| Classificação geral \| Classificação geral \| Classificação geral \| Classificação geral \| Classificação geral \| \| Ciclista \| Ciclista \| Equipe \| Tempo \| \| \| ------------------- \| ------------------- \| ---------------------- \| ------------------- \| ------------------- \| \| 1. \| Warren Barguil \| Arkéa-Samsic \| 11h23m56s \| \| \| 2. \| Alexey Lutsenko \| Astana \| + 3s \| \| \| 3. \| Krists Neilands \| Israel Cycling Academy \| + 15s \| \| \| 4. \| Lilian Calmejane \| Total Direct Énergie \| + 18s \| \| \| 5. \| Hugo Houle \| Astana \| + 30s \| \| |                  |                        |           |
| |                  |                        |           |
| Fonte: ProCyclingStats |                  |                        |           |
| Classificação geral |                  |                        |           |
| Ciclista | Ciclista         | Equipe                 | Tempo     |
| 1. | Warren Barguil   | Arkéa-Samsic           | 11h23m56s |
| 2. | Alexey Lutsenko  | Astana                 | + 3s      |
| 3. | Krists Neilands  | Israel Cycling Academy | + 15s     |
| 4. | Lilian Calmejane | Total Direct Énergie   | + 18s     |
| 5. | Hugo Houle       | Astana                 | + 30s     |

### 4.ª etapa
| Lødingen - Narvik | etapa plana | (166,5 km) |

| \| Classificação por etapas \| Classificação por etapas \| Classificação por etapas \| Classificação por etapas \| Classificação por etapas \| \| Ciclista \| Ciclista \| Equipe \| Tempo \| \| \| ------------------------ \| ------------------------ \| --------------------------- \| ------------------------ \| ------------------------ \| \| 1. \| Markus Hoelgaard \| Uno-X Norwegian Development \| 3h35m32s \| \| \| 2. \| Amund Grøndahl Jansen \| Team Jumbo-Visma \| + 0s \| \| \| 3. \| Alexey Lutsenko \| Astana \| + 3s \| \| \| 4. \| Warren Barguil \| Arkéa-Samsic \| + 4s \| \| \| 5. \| Kristian Sbaragli \| Israel Cycling Academy \| + 4s \| \| |                       |                             |          |
| |                       |                             |          |
| Fonte: ProCyclingStats |                       |                             |          |
| Classificação por etapas |                       |                             |          |
| Ciclista | Ciclista              | Equipe                      | Tempo    |
| 1. | Markus Hoelgaard      | Uno-X Norwegian Development | 3h35m32s |
| 2. | Amund Grøndahl Jansen | Team Jumbo-Visma            | + 0s     |
| 3. | Alexey Lutsenko       | Astana                      | + 3s     |
| 4. | Warren Barguil        | Arkéa-Samsic                | + 4s     |
| 5. | Kristian Sbaragli     | Israel Cycling Academy      | + 4s     |

## Classificações finais
- As classificações finalizaram da seguinte forma:[4]

### Classificação geral
| \| Classificação geral \| Classificação geral \| Classificação geral \| Classificação geral \| Classificação geral \| \| Ciclista \| Ciclista \| Equipe \| Tempo \| \| \| ------------------- \| --------------------- \| --------------------------- \| ------------------- \| ------------------- \| \| 1. \| Alexey Lutsenko \| Astana \| 14h59m27s \| \| \| 2. \| Warren Barguil \| Arkéa-Samsic \| + 1s \| \| \| 3. \| Krists Neilands \| Israel Cycling Academy \| + 19s \| \| \| 4. \| Lilian Calmejane \| Total Direct Énergie \| + 23s \| \| \| 5. \| Hugo Houle \| Astana \| + 40s \| \| \| 6. \| Sindre Lunke \| Riwal Readynez \| + 42s \| \| \| 7. \| Markus Hoelgaard \| Uno-X Norwegian Development \| + 43s \| \| \| 8. \| Amund Grøndahl Jansen \| Team Jumbo-Visma \| + 51s \| \| \| 9. \| Enrico Gasparotto \| Dimension Data \| + 53s \| \| \| 10. \| Steve Cummings \| Dimension Data \| + 1m12s \| \| |                       |                             |           |
| |                       |                             |           |
| Fonte: ProCyclingStats |                       |                             |           |
| Classificação geral |                       |                             |           |
| Ciclista | Ciclista              | Equipe                      | Tempo     |
| 1. | Alexey Lutsenko       | Astana                      | 14h59m27s |
| 2. | Warren Barguil        | Arkéa-Samsic                | + 1s      |
| 3. | Krists Neilands       | Israel Cycling Academy      | + 19s     |
| 4. | Lilian Calmejane      | Total Direct Énergie        | + 23s     |
| 5. | Hugo Houle            | Astana                      | + 40s     |
| 6. | Sindre Lunke          | Riwal Readynez              | + 42s     |
| 7. | Markus Hoelgaard      | Uno-X Norwegian Development | + 43s     |
| 8. | Amund Grøndahl Jansen | Team Jumbo-Visma            | + 51s     |
| 9. | Enrico Gasparotto     | Dimension Data              | + 53s     |
| 10. | Steve Cummings        | Dimension Data              | + 1m12s   |

### Classificação da montanha
| Classificação da montanha | Classificação da montanha | Classificação da montanha   | Classificação da montanha | Classificação da montanha |
| Ciclista                  | Ciclista                  | Equipe                      | Pontos                    |                           |
| ------------------------- | ------------------------- | --------------------------- | ------------------------- | ------------------------- |
| 1.                        | Odd Christian Eiking      | Wanty-Gobert                | 20 pts                    |                           |
| 2.                        | Steve Cummings            | Dimension Data              | 12 pts                    |                           |
| 3.                        | Jonas Iversby Hvideberg   | Uno-X Norwegian Development | 11 pts                    |                           |
| 4.                        | Tom Slagter               | Dimension Data              | 10 pts                    |                           |
| 5.                        | Alexey Lutsenko           | Astana                      | 10 pts                    |                           |
| 6.                        | Warren Barguil            | Arkéa-Samsic                | 8 pts                     |                           |
| 7.                        | Markus Hoelgaard          | Uno-X Norwegian Development | 5 pts                     |                           |
| 8.                        | Lilian Calmejane          | Total Direct Énergie        | 5 pts                     |                           |
| 9.                        | Lucas Eriksson            | Riwal Readynez              | 5 pts                     |                           |
| 10.                       | Danny van Poppel          | Team Jumbo-Visma            | 4 pts                     |                           |

### Classificação por pontos
| Classificação por pontos | Classificação por pontos | Classificação por pontos    | Classificação por pontos | Classificação por pontos |
| Ciclista                 | Ciclista                 | Equipe                      | Pontos                   |                          |
| ------------------------ | ------------------------ | --------------------------- | ------------------------ | ------------------------ |
| 1.                       | Alexey Lutsenko          | Astana                      | 30 pts                   |                          |
| 2.                       | Mathieu van der Poel     | Corendon-Circus             | 27 pts                   |                          |
| 3.                       | Markus Hoelgaard         | Uno-X Norwegian Development | 25 pts                   |                          |
| 4.                       | Bryan Coquard            | Vital Concept-B&B Hotels    | 24 pts                   |                          |
| 5.                       | Warren Barguil           | Arkéa-Samsic                | 23 pts                   |                          |
| 6.                       | Krists Neilands          | Israel Cycling Academy      | 18 pts                   |                          |
| 7.                       | Odd Christian Eiking     | Wanty-Gobert                | 15 pts                   |                          |
| 8.                       | Amund Grøndahl Jansen    | Team Jumbo-Visma            | 15 pts                   |                          |
| 9.                       | Danny van Poppel         | Team Jumbo-Visma            | 14 pts                   |                          |
| 10.                      | Andrea Pasqualon         | Wanty-Gobert                | 13 pts                   |                          |

### Classificação dos jovens
| Classificação dos jovens | Classificação dos jovens | Classificação dos jovens    | Classificação dos jovens | Classificação dos jovens |
| Ciclista                 | Ciclista                 | Equipe                      | Tempo                    |                          |
| ------------------------ | ------------------------ | --------------------------- | ------------------------ | ------------------------ |
| 1.                       | Krists Neilands          | Israel Cycling Academy      | 14h59m46s                |                          |
| 2.                       | Markus Hoelgaard         | Uno-X Norwegian Development | + 24s                    |                          |
| 3.                       | Amund Grøndahl Jansen    | Team Jumbo-Visma            | + 32s                    |                          |
| 4.                       | Lucas Eriksson           | Riwal Readynez              | + 1m01s                  |                          |
| 5.                       | Benjamin Declercq        | Sport Vlaanderen-Baloise    | + 1m28s                  |                          |
| 6.                       | Brandon McNulty          | Rally UHC Cycling           | + 2m47s                  |                          |
| 7.                       | Mathieu van der Poel     | Corendon-Circus             | + 3m46s                  |                          |
| 8.                       | Franck Bonnamour         | Arkéa-Samsic                | + 6m12s                  |                          |
| 9.                       | Jordi Warlop             | Sport Vlaanderen-Baloise    | + 7m08s                  |                          |
| 10.                      | Odd Christian Eiking     | Wanty-Gobert                | + 16m37s                 |                          |

### Classificação por equipas
| Classificação por equipes | Classificação por equipes  | Classificação por equipes | Classificação por equipes |
| Equipe                    | Equipe                     | Tempo                     |                           |
| ------------------------- | -------------------------- | ------------------------- | ------------------------- |
| 1.                        | Astana                     | 45h02m14s                 |                           |
| 2.                        | Riwal Readynez             | + 2m13s                   |                           |
| 3.                        | Total Direct Énergie       | + 14m34s                  |                           |
| 4.                        | Sport Vlaanderen-Baloise   | + 14m56s                  |                           |
| 5.                        | Team Jumbo-Visma           | + 15m26s                  |                           |
| 6.                        | Dimension Data             | + 22m46s                  |                           |
| 7.                        | Arkéa-Samsic               | + 28m36s                  |                           |
| 8.                        | Katusha-Alpecin            | + 28m59s                  |                           |
| 9.                        | Wanty-Groupe Gobert        | + 36m40s                  |                           |
| 10.                       | Cofidis, Solutions Crédits | + 38m08s                  |                           |

## Evolução das classificações
| Etapa                 | Vencedor              | Classificação geral  | Classificação da montanha | Classificação por pontos | Classificação dos jovens | Classificação por equipas |
| --------------------- | --------------------- | -------------------- | ------------------------- | ------------------------ | ------------------------ | ------------------------- |
| 1.ª                   | Mathieu van der Poel  | Mathieu van der Poel | Stephen Cummings          | Mathieu van der Poel     | Mathieu van der Poel     | Sport Vlaanderen-Baloise  |
| 2.ª                   | Bryan Coquard         | Mathieu van der Poel | Stephen Cummings          | Mathieu van der Poel     | Mathieu van der Poel     | Sport Vlaanderen-Baloise  |
| 3.ª                   | Odd Christian Eiking  | Warren Barguil       | Stephen Cummings          | Mathieu van der Poel     | Krists Neilands          | Astana                    |
| 4.ª                   | Markus Hoelgaard      | Alexey Lutsenko      | Odd Christian Eiking      | Alexey Lutsenko          | Krists Neilands          | Astana                    |
| Classificações finais | Classificações finais | Alexey Lutsenko      | Odd Christian Eiking      | Alexey Lutsenko          | Krists Neilands          | Astana                    |

## UCI World Ranking
A Arctic Race da Noruega outorgou pontos para o UCI World Ranking para corredores das equipas nas categorias UCI WorldTeam, Profissional Continental e Equipas Continentais. A seguinte tabela são o barómetro de pontuação e os 10 corredores que obtiveram mais pontos:
| Posição             | 1.º | 2.º | 3.º | 4.º | 5.º | 6.º | 7.º | 8.º | 9.º | 10.º | 11.º | 12.º | 13.º | 14.º | 15.º | 16.º-30.º | 31.º-40.º |
| Classificação geral | 200 | 150 | 125 | 100 | 85  | 70  | 60  | 50  | 40  | 35   | 30   | 25   | 20   | 15   | 10   | 5         | 3         |
| Por etapa           | 20  | 10  | 5   |     |     |     |     |     |     |      |      |      |      |      |      |           |           |
| Líder               | 5   |     |     |     |     |     |     |     |     |      |      |      |      |      |      |           |           |

| Classificação |                       |                             |       |       |       |       |
| Posição       | Ciclista              | Equipa                      | Geral | Etapa | Líder | Total |
| ------------- | --------------------- | --------------------------- | ----- | ----- | ----- | ----- |
| 1.º           | Alexey Lutsenko       | Astana                      | 200   | 10    | -     | 210   |
| 2.º           | Warren Barguil        | Arkéa Samsic                | 150   | 10    | 5     | 165   |
| 3.º           | Krists Neilands       | Israel Cycling Academy      | 125   | -     | -     | 125   |
| 4.º           | Lilian Calmejane      | Total Direct Énergie        | 100   | -     | -     | 100   |
| 5.º           | Hugo Houle            | Astana                      | 85    | -     | -     | 85    |
| 6.º           | Markus Hoelgard       | Uno-X Norwegian Development | 60    | 20    | -     | 80    |
| 7.º           | Sindre Skjøstad Lunke | Riwal Readynez              | 70    | -     | -     | 70    |
| 8.º           | Amund Grøndahl Jansen | Jumbo-Visma                 | 50    | 10    | -     | 60    |
| 9.º           | Mathieu van der Poel  | Corendon-Circus             | 5     | 30    | 10    | 45    |
| 10.º          | Enrico Gasparotto     | Dimension Data              | 40    | -     | -     | 40    |